# Boletín de la Asociación de Médicos de Reus
El Boletín de la Asociación de Médicos de Reus va ser una publicació mensual apareguda a Reus que va sortir el febrer de 1914 i va continuar sense interrupció fins al setembre de 1919.

## Història
El 1914 es va suspendre el Col·legi de Metges de Reus per qüestions administratives i centralitzadores, ja que només podien tenir col·legis de metges les capitals de província. El Col·legi de Reus va haver de canviar el nom i va optar per "Associació de Metges de Reus", i pels mateixos motius va suspendre la revista que publicaven, el Boletín del Colegio de Médicos del Partido de Reus. Al primer número de la nova publicació expliquen que un cop dissolt el Col·legi de Metges, la Junta va acordar constituir-se en Associació per defensar els interessos professionals i publicar el Boletín per a poder-se relacionar amb les societats científiques i professionals i on publicar treballs científics originals.

## Contingut i Col·laboradors
Segueix les línies generals del Boletín del Colegio de Médicos... i publica sobretot temes mèdics d'investigació, pràctiques mèdiques, casos clínics reusencs i articles d'altres publicacions mèdiques. Parla de la vida de l'Associació i anuncia conferències i sessions professionals.
El director n'era el president de l'Associació, el doctor Josep Grau Rabascall. Hi col·laboren assíduament metges reusencs i de fora: Francesc Gras Fortuny, Àngel Mercader, Artur Tort, Claudi Tricaz, Pere Barrufet, Àngel Mercader, Alexandre Frías, A. Bosch Ucelay, Ramon Turró, Lluís Barberà Xatruc, Eugeni Frías Roig, Gustavo Pittaluga, W. Freudenthal, Joan Vilató, Hermenegild Puig i Ricardo Rosique, alguns d'ells amb gran prestigi internacional.

## Característiques tècniques
S'imprimia a la Imprenta Ferrando, raval de santa Anna, 36. Tenia normalment 12 pàgines de 23 cm i n'afegia 8 de publicitat de consultoris mèdics i de productes farmacèutics, que eren de color groc, verd o blau. La llengua usada era el castellà, però l'any 1917 (any IV, núm. 6), amb motiu del II Congrés de Metges de Llengua Catalana celebrat a Barcelona, va treure el número corresponent en català. El mateix 1917 va començar a treure il·lustracions i fotografies sobre problemes mèdics i vistes de microscopi de bacteris. El mes de novembre de 1916 (any III, núm 11) va treure un número monogràfic sobre Antoni Gimbernat.

## Localització
- Una col·lecció completa a la Biblioteca Central Xavier Amorós de Reus.[2]
- Col·leccions a la Biblioteca de Catalunya i a la Biblioteca de la Universitat Rovira i Virgili.[3]